# Liste der Kulturdenkmäler in Birstein
Die folgende Liste enthält die in der Denkmaltopographie ausgewiesenen Kulturdenkmäler auf dem Gebiet  der Gemeinde Birstein, Main-Kinzig-Kreis, Hessen.
Hinweis: Die Reihenfolge der Denkmäler in dieser Liste orientiert sich zunächst an Ortsteilen und anschließend der Anschrift, alternativ ist sie auch nach der Bezeichnung, der vom Landesamt für Denkmalpflege vergebenen Nummer oder der Bauzeit sortierbar.
Kulturdenkmäler werden fortlaufend im Denkmalverzeichnis des Landes Hessen durch das Landesamt für Denkmalpflege Hessen auf Basis des Hessischen Denkmalschutzgesetzes (HDSchG) geführt. Die Schutzwürdigkeit eines Kulturdenkmals hängt nicht von der Eintragung in das Denkmalverzeichnis des Landes Hessen oder der Veröffentlichung in der Denkmaltopographie ab.

Das Vorhandensein oder Fehlen eines Objekts in dieser Liste ist keine rechtsverbindliche Auskunft darüber, ob es Kulturdenkmal ist oder nicht: Diese Liste entspricht möglicherweise nicht dem aktuellen Stand der offiziellen Denkmaltopographie. Diese ist für Hessen in den entsprechenden Bänden der Denkmaltopographie Bundesrepublik Deutschland und im Internet unter DenkXweb – Kulturdenkmäler in Hessen einsehbar. Auch diese Quellen sind, obwohl sie durch das Landesamt für Denkmalpflege Hessen aktualisiert werden, nicht immer aktuell, da es im Denkmalbestand immer wieder Änderungen gibt.
Eine verbindliche Auskunft erteilt allein das Landesamt für Denkmalpflege Hessen.
Nutze diese Kartenansicht, um Koordinaten in der Liste zu setzen. In dieser Kartenansicht sind Kulturdenkmale ohne Koordinaten mit einem roten bzw. orangen Marker dargestellt und können in der Karte gesetzt werden. Kulturdenkmale ohne Bild sind mit einem blauen bzw. roten Marker gekennzeichnet, Kulturdenkmale mit Bild mit einem grünen bzw. orangen Marker.

## Kulturdenkmäler nach Ortsteilen

### Birstein
| Bild                                                 | Bezeichnung                                                                    | Lage | Beschreibung                                                     | Bauzeit             | Objekt-Nr. |
| ---------------------------------------------------- | ------------------------------------------------------------------------------ | --- | ---------------------------------------------------------------- | ------------------- | ---------- |
| Bild gesucht BW                                      | Gesamtanlage I, Alter Ortskern (Oberberg)                                      | Carl-Lomb-Straße, Gartenstraße, Hauptstraße, Kirchgasse, Lauterbacher Straße, Reichenbacher Straße, Schlossstraße, Schulweg Lage |                                                                  |                     | 127900 DDB |
| Bild gesucht BW                                      | Gesamtanlage II, Unterberg                                                     | Am Riedbach, Bisselsweg, Büdinger Straße, Mühlgäßchen, Mühlweg, Steinweg, Schlierbacher Straße Lage                              |                                                                  |                     | 128475 DDB |
| Bild gesucht BW                                      | Neuer Friedhof                                                                 | Am neuen Kirchhof (neben der Lauterbacher Straße) LageFlur: 7, Flurstück: 15/1                                                   | Neuer Friedhof, Kapelle, Einfriedung                             | 19. Jahrhundert     | 128484 DDB |
| Bild gesucht BW                                      | Trafostation                                                                   | Am Riedbach o. Nr. LageFlur: 14, Flurstück: 58                                                                                   |                                                                  |                     | 127910 DDB |
| Bild gesucht BW                                      | Sachgesamtheit „Alte Mühle“                                                    | Am Riedbach 5 LageFlur: 14, Flurstück: 39                                                                                        |                                                                  | 17. Jahrhundert     | 127901 DDB |
| Bild gesucht BW                                      |                                                                                | Am Riedbach 7 LageFlur: 14, Flurstück: 50                                                                                        |                                                                  |                     | 128476 DDB |
| Bild gesucht BW                                      |                                                                                | Am Riedbach 11 LageFlur: 14, Flurstück: 55                                                                                       |                                                                  |                     | 127902 DDB |
| Bild gesucht BW                                      |                                                                                | Am Riedbach 19 LageFlur: 15, Flurstück: 23                                                                                       |                                                                  | Um 1830             | 127903 DDB |
| Bild gesucht BW                                      |                                                                                | Büdinger Straße 12 LageFlur: 13, Flurstück: 65/4                                                                                 |                                                                  | Um 1910             | 127904 DDB |
|                                                      |                                                                                | Hauptstraße 2 LageFlur: 11, Flurstück: 9/1                                                                                       |                                                                  | Um 1905             | 127905 DDB |
| Bild gesucht BW                                      |                                                                                | Hauptstraße 4 LageFlur: 11, Flurstück: 8/2                                                                                       |                                                                  | 17. Jahrhundert     | 127906 DDB |
|                                                      |                                                                                | Hauptstraße 8 LageFlur: 11, Flurstück: 1/1                                                                                       | Ehemaliges jüdisches Wohn- und Geschäftshaus                     | 20. Jahrhundert     | 127907 DDB |
| Bild gesucht BW                                      |                                                                                | Hauptstraße 9 LageFlur: 11, Flurstück: 17/4                                                                                      |                                                                  | 19. Jahrhundert     | 128479 DDB |
| Bild gesucht BW                                      |                                                                                | Hauptstraße 10 LageFlur: 11, Flurstück: 3/2                                                                                      |                                                                  | 19. Jahrhundert     | 127908 DDB |
| Bild gesucht BW                                      | Ehemals Farbenhaus Alt                                                         | Hauptstraße 16 LageFlur: 11, Flurstück: 40/1                                                                                     |                                                                  | 19. Jahrhundert     | 127909 DDB |
| Bild gesucht BW                                      | Ehemalige Synagoge                                                             | Hauptstraße 25 LageFlur: 9, Flurstück: 64/5                                                                                      |                                                                  | 1868                | 128480 DDB |
| Bild gesucht BW                                      | Gaststätte „Zum Erbprinzen“                                                    | Hauptstraße 30 LageFlur: 11, Flurstück: 34/1                                                                                     |                                                                  | 19. Jahrhundert     | 128481 DDB |
| Bild gesucht BW                                      | Ehemaliges „Schloßhotel“                                                       | Hauptstraße 41 LageFlur: 9, Flurstück: 77/10                                                                                     |                                                                  | 1907                | 128482 DDB |
| Jüdischer Friedhof in Birstein                       | Jüdischer Friedhof                                                             | Im Erbes LageFlur: 10, Flurstück: 1, 2                                                                                           |                                                                  | Um 1750             | 128495 DDB |
|                                                      |                                                                                | Kirchgasse 1 LageFlur: 11, Flurstück: 76/1                                                                                       | Fachwerkwohnhaus                                                 | 1793                | 127911 DDB |
| Bild gesucht BW                                      |                                                                                | Kirchgasse 2 LageFlur: 11, Flurstück: 6/1                                                                                        |                                                                  | 18. Jahrhundert     | 128483 DDB |
| Bild gesucht BW                                      | Ehemaliges Rathaus                                                             | Kirchgasse 3 LageFlur: 11, Flurstück: 77/5                                                                                       |                                                                  | 18. Jahrhundert     | 127912 DDB |
| Bild gesucht BW                                      | Pfarrhaus                                                                      | Kirchgasse 5 LageFlur: 11, Flurstück: 13/1                                                                                       |                                                                  | 18. Jahrhundert     | 127913 DDB |
| Ehemalige Lateinschule                               | Ehemalige Lateinschule                                                         | Kirchgasse 6 LageFlur: 11, Flurstück: 10/1                                                                                       |                                                                  | 1692                | 127914 DDB |
| weitere Bilder                                       | Evangelische Kirche von 1914, Isenburger Grablege, Grabplatten, Kriegerdenkmal | Kirchgasse 7, Hauptstraße LageFlur: 11, Flurstück: 12, 14                                                                        |                                                                  | Vermutlich um 1556  | 127915 DDB |
| Bild gesucht BW                                      | Altes Forsthaus                                                                | Lauterbacher Straße 2 LageFlur: 11, Flurstück: 22/1                                                                              |                                                                  | 1905                | 127916 DDB |
| weitere Bilder                                       | Ehemaliges Amtsgericht                                                         | Lauterbacher Straße 4 LageFlur: 12, Flurstück: 82/3                                                                              |                                                                  | 1902/03             | 127917 DDB |
| Bild gesucht BW                                      | Villa des Kammerdirektors                                                      | Lauterbacher Straße 13 LageFlur: 7, Flurstück: 20/7                                                                              |                                                                  | 1908                | 127918 DDB |
| weitere Bilder                                       | Katholische Kirche Mariä Heimsuchung                                           | Reichenbacher Straße 1 LageFlur: 11, Flurstück: 24/1                                                                             |                                                                  | 1842                | 127921 DDB |
| Bild gesucht BW                                      |                                                                                | Reichenbacher Straße 2 LageFlur: 9, Flurstück: 63/2                                                                              |                                                                  | 18. Jahrhundert     | 127919 DDB |
| Bild gesucht BW                                      |                                                                                | Reichenbacher Straße 4 LageFlur: 9, Flurstück: 61/2                                                                              |                                                                  | 18. Jahrhundert     | 127920 DDB |
| Bild gesucht BW                                      | Wasserwerk Birstein                                                            | Scheerenacker (Büdinger Straße) LageFlur: 21, Flurstück: 74                                                                      | Wasserhochbehälter Birstein                                      | 1909                | 128478 DDB |
| Bild gesucht BW                                      |                                                                                | Schlierbacher Straße 2 LageFlur: 14, Flurstück: 72                                                                               |                                                                  | Um 1900             | 128485 DDB |
| Birstein (Hessen), Schloß                            | Schloss der Fürsten zu Isenburg und Büdingen                                   | Schloßstraße 1/2 LageFlur: 11, Flurstück: 51/6                                                                                   | Schloss der Fürsten zu Isenburg-Birstein, Rentkammer, Parkanlage | 14.–18. Jahrhundert | 128486 DDB |
| Birstein (Hessen), Schloßstr. 3                      | Ehemalige Hofapotheke                                                          | Schloßstraße 3 LageFlur: 11, Flurstück: 53                                                                                       |                                                                  | 19. Jahrhundert     | 127922 DDB |
| Bild gesucht BW                                      | Fürstliche Rentkammer                                                          | Schloßstraße 4 LageFlur: 11, Flurstück: 51/6                                                                                     |                                                                  | 1745–47             | 128487 DDB |
| Birstein (Hessen), Schloßstr. 6                      | „Gelber Bau“, „Erbprinzenhaus“                                                 | Schloßstraße 6 LageFlur: 11, Flurstück: 51/4                                                                                     |                                                                  | 1764                | 127923 DDB |
| Birstein (Hessen), Schloßstr. 7, Gaststätte Zum Mohr | Gasthof Mohr                                                                   | Schloßstraße 7 LageFlur: 11, Flurstück: 55/3                                                                                     |                                                                  | 18./19. Jahrhundert | 127924 DDB |
| Bild gesucht BW                                      |                                                                                | Schloßstraße 9 LageFlur: 11, Flurstück: 57                                                                                       |                                                                  | 18./19. Jahrhundert | 128488 DDB |
| Bild gesucht BW                                      |                                                                                | Schloßstraße 12 LageFlur: 11, Flurstück: 48/3                                                                                    |                                                                  | 18. Jahrhundert     | 128489 DDB |
| Bild gesucht BW                                      |                                                                                | Schloßstraße 13 LageFlur: 11, Flurstück: 60/1                                                                                    |                                                                  | 19. Jahrhundert     | 127925 DDB |
| Bild gesucht BW                                      |                                                                                | Schloßstraße 25 LageFlur: 11, Flurstück: 73                                                                                      |                                                                  | 18. Jahrhundert     | 127926 DDB |
| Bild gesucht BW                                      |                                                                                | Schulweg 1 LageFlur: 11, Flurstück: 64                                                                                           |                                                                  | 18. Jahrhundert     | 128490 DDB |
| Bild gesucht BW                                      |                                                                                | Schulweg 4 LageFlur: 11, Flurstück: 78/2                                                                                         |                                                                  | Um 1800             | 128491 DDB |
| Bild gesucht BW                                      |                                                                                | Schulweg 5 LageFlur: 11, Flurstück: 67                                                                                           |                                                                  | 17. Jahrhundert     | 128492 DDB |
| Bild gesucht BW                                      | Ehemaliger Eiskeller                                                           | Steinauer Straße 6 LageFlur: 10, Flurstück: 75/2                                                                                 |                                                                  | 19. Jahrhundert     | 128493 DDB |
| Bild gesucht BW                                      |                                                                                | Steinweg 3 LageFlur: 15, Flurstück: 13/1                                                                                         |                                                                  | 1824                | 128494 DDB |
| Bild gesucht BW                                      | Trafostation                                                                   | Tiergarten (An der B 276) LageFlur: 17, Flurstück: 8/3                                                                           |                                                                  | 20. Jahrhundert     | 128477 DDB |

### Bösgesäß
| Bild            | Bezeichnung                         | Lage                                                | Beschreibung | Bauzeit         | Objekt-Nr. |
| --------------- | ----------------------------------- | --------------------------------------------------- | ------------ | --------------- | ---------- |
| Bild gesucht BW |                                     | Brachtstraße 3 LageFlur: 1, Flurstück: 69           |              | 19. Jahrhundert | 127899 DDB |
| Bild gesucht BW | Ummauerung des Friedhofes und Kreuz | Beim Schmidtshaus o. Nr. LageFlur: 1, Flurstück: 49 |              | 19. Jahrhundert | 127898 DDB |

### Böß-Gesäß
| Bild            | Bezeichnung  | Lage                                               | Beschreibung | Bauzeit | Objekt-Nr. |
| --------------- | ------------ | -------------------------------------------------- | ------------ | ------- | ---------- |
| Bild gesucht BW | Backhäuschen | Dorfplatz neben Nr. 4 LageFlur: 2, Flurstück: 23/1 |              |         | 127927 DDB |
| weitere Bilder  | Alte Schule  | Seemenstraße 12 LageFlur: 2, Flurstück: 8/6        |              | 1907    | 127928 DDB |

### Fischborn
| Bild                                  | Bezeichnung                       | Lage                                                             | Beschreibung        | Bauzeit         | Objekt-Nr. |
| ------------------------------------- | --------------------------------- | ---------------------------------------------------------------- | ------------------- | --------------- | ---------- |
| Fischborn, Hofanlage Aderbornstr. 18  | Hofanlage                         | Aderbornstraße 18 LageFlur: 15, Flurstück: 47/1                  |                     | 19. Jahrhundert | 128496 DDB |
| Bild gesucht BW                       | Ehemalige „Glänzermühle“          | Glänzer Mühle 1, Im Dorf LageFlur: 17, Flurstück: 65, 66/3, 66/4 |                     | Nach 1667       | 128502 DDB |
| Fischborn (Hessen), Alte Schule       | Ehemalige Schule                  | Oberlandstraße 30 LageFlur: 15, Flurstück: 13/1                  |                     | 1805–10         | 127929 DDB |
| Bild gesucht BW                       | Ehemalige Schule                  | Oberlandstraße 36 LageFlur: 15, Flurstück: 27/1                  |                     | 1906            | 127930 DDB |
| Bild gesucht BW                       | Trafostation                      | Quellenstraße o. Nr. LageFlur: 15, Flurstück: 17                 | Transformatorenturm | 20. Jahrhundert | 128499 DDB |
| Bild gesucht BW                       |                                   | Quellenstraße 12 LageFlur: 16, Flurstück: 23/1                   |                     | 19. Jahrhundert | 128501 DDB |
| Bild gesucht BW                       | Wasserwerk Fischborn              | Quellenstraße 13 LageFlur: 12, Flurstück: 15                     | Wasserhochbehälter  | 1873            | 128500 DDB |
| Bild gesucht BW                       | Ehemals Gasthaus Fahlbusch        | Riedstraße 1 LageFlur: 16, Flurstück: 57/1                       |                     |                 | 127931 DDB |
| Fischborn (Hessen), Gefallenendenkmal | Kriegerdenkmal und Friedhofsmauer | Weiherstraße, Lindenplatz LageFlur: 2, Flurstück: 29/2, 31/4     |                     |                 | 128497 DDB |

### Hettersroth
| Bild            | Bezeichnung                     | Lage | Beschreibung                   | Bauzeit         | Objekt-Nr. |
| --------------- | ------------------------------- | --- | ------------------------------ | --------------- | ---------- |
| Bild gesucht BW | Gesamtanlage Alter Ortskern     | An der alten Schule, Birkengasse, Birkenstöcke, Brunnenstraße, Hellsteiner Weg, Hitzkirchener Straße, Honigbaumer Weg, Marktweg, Zum Matzenborn, Lindenallee als Teil der Birkengasse Lage |                                |                 | 128503 DDB |
| Bild gesucht BW | Scheune                         | Birkengasse, Brunnenstraße 18 LageFlur: 7, Flurstück: 42/3, 43/1 |                                | 19. Jahrhundert | 128504 DDB |
| Bild gesucht BW | Hofanlage                       | Birkengasse 6 LageFlur: 8, Flurstück: 41 |                                | 19. Jahrhundert | 127932 DDB |
| Bild gesucht BW |                                 | Birkengasse 9 LageFlur: 8, Flurstück: 59 |                                | 18. Jahrhundert | 127933 DDB |
| Bild gesucht BW |                                 | Birkengasse 13 LageFlur: 8, Flurstück: 62/5 |                                | 18. Jahrhundert | 127934 DDB |
| Bild gesucht BW | Hofanlage                       | Birkenstöcke 2 LageFlur: 17, Flurstück: 49/1 |                                | Um 1800         | 127935 DDB |
| Bild gesucht BW | Streckhof                       | Brunnenstraße 24 LageFlur: 7, Flurstück: 31 |                                | 20. Jahrhundert | 128505 DDB |
| Bild gesucht BW | Kriegerdenkmal auf dem Friedhof | Gemeindegarten (Hitzkirchener Straße) LageFlur: 6, Flurstück: 5/2 |                                | 20. Jahrhundert | 128506 DDB |
| Bild gesucht BW | Wasserwerk Hettersroth          | Außerhalb der Ortslage LageFlur: 4, Flurstück: 17 | Wasserhochbehälter Hettersroth | 1927            | 128507 DDB |

### Illnhausen
| Bild                  | Bezeichnung                | Lage | Beschreibung       | Bauzeit | Objekt-Nr. |
| --------------------- | -------------------------- | --- | ------------------ | ------- | ---------- |
| Wasserwerk Illnhausen | Wasserwerk Illnhausen      | Auf dem Kippel (Außerhalb der Ortslage An der Kreisstraße 208 in Richtung Nieder-Seemen) LageFlur: 3, Flurstück: 49 | Wasserhochbehälter | 1895    | 127937 DDB |
| Bild gesucht BW       | Kriegerdenkmal unter Linde | Lindenallee o. Nr. LageFlur: 4, Flurstück: 34/7                                                                     |                    |         | 128508 DDB |
| Bild gesucht BW       | Hofanlage                  | Zur Pfingstweide 6 LageFlur: 1, Flurstück: 71/4                                                                     |                    | 1835    | 127938 DDB |

### Kirchbracht
| Bild            | Bezeichnung                                    | Lage                                                                        | Beschreibung | Bauzeit         | Objekt-Nr. |
| --------------- | ---------------------------------------------- | --------------------------------------------------------------------------- | ------------ | --------------- | ---------- |
| Bild gesucht BW |                                                | Am Höhküppel 7 LageFlur: 12, Flurstück: 25/1                                |              | 18. Jahrhundert | 128510 DDB |
| weitere Bilder  | Evangelische Kirche, ehemalige Nikolauskapelle | Auf dem Breulrain LageFlur: 5, Flurstück: 48, 49                            |              | Vor 1459        | 127939 DDB |
| Bild gesucht BW | Backhäuschen                                   | Goldborn LageFlur: 11, Flurstück: 21                                        |              |                 | 128509 DDB |
| Bild gesucht BW | Trafostation                                   | Hinter der Kirche, Unter dem Breulrain LageFlur: 5, Flurstück: 32, 33/1, 60 |              | 20. Jahrhundert | 128512 DDB |
| Bild gesucht BW | Sachgesamtheit ehemalige Horstmühle            | Horstmühle 25, Bei der Horstmühle LageFlur: 14, Flurstück: 23, 24/1         |              | 1691            | 128511 DDB |
| Bild gesucht BW | Sachgesamtheit Hofanlage                       | Volkartshainer Weg 1 LageFlur: 11, Flurstück: 54/2                          |              | 19. Jahrhundert | 128513 DDB |

### Lichenroth
| Bild                         | Bezeichnung                  | Lage | Beschreibung           | Bauzeit         | Objekt-Nr. |
| ---------------------------- | ---------------------------- | --- | ---------------------- | --------------- | ---------- |
| Bild gesucht BW              | Gesamtanlage Alter Ortskern  | Am Dorfborn, Bermuthshainer Straße, Fabrikstraße, Mühlgasse, Völzberger Straße, Zum Pfaffenborn, Bachlauf der Salz Lage                                                                                                  |                        |                 | 127940 DDB |
| Bild gesucht BW              | Streckhof                    | Am Dorfborn 4 LageFlur: 16, Flurstück: 44/1 |                        | 18. Jahrhundert | 128514 DDB |
| Bild gesucht BW              |                              | Bermuthshainer Straße 19 LageFlur: 15, Flurstück: 123/1 |                        | 19. Jahrhundert | 128515 DDB |
| weitere Bilder               | Evangelische Kirche          | Bermuthshainer Straße 35 LageFlur: 16, Flurstück: 36 | Kirche mit Einfriedung | 1732            | 127943 DDB |
| Wohnhaus, ehemalige Synagoge | Wohnhaus, ehemalige Synagoge | Bermuthshainer Straße 36 LageFlur: 15, Flurstück: 33/1 |                        |                 | 938938 DDB |
| Bild gesucht BW              | Hofanlage                    | Bermuthshainer Straße 38 LageFlur: 15, Flurstück: 35/1 |                        | 19. Jahrhundert | 127941 DDB |
| Bild gesucht BW              |                              | Bermuthshainer Straße 42 LageFlur: 15, Flurstück: 37/1 |                        | 19. Jahrhundert | 127942 DDB |
| Bild gesucht BW              | Friedhof mit Kriegerdenkmal  | Im Obergarten LageFlur: 4, Flurstück: 55 |                        | 20. Jahrhundert | 127946 DDB |
| Bild gesucht BW              |                              | Mühlgasse 2 LageFlur: 15, Flurstück: 44/2 |                        | 19. Jahrhundert | 127944 DDB |
| Bild gesucht BW              | Ehemalige Dorfmühle          | Mühlgasse 4/6 LageFlur: 15, Flurstück: 48 |                        | Um 1700         | 127945 DDB |
| Bild gesucht BW              |                              | Mühlgasse 9 LageFlur: 15, Flurstück: 67 |                        |                 | 128516 DDB |
| Bild gesucht BW              | Sachgesamtheit Sangmühle     | Sangmühle 1, Von Wüstwillenroth nach Salz, Unter der Heeg, Sangwiesen, Sangmühle, Salz (Südöstlich von Lichenroth am Salzbachlauf) LageFlur: 2, 7, Flurstück: 10, 11, 30, 54/3, 55/3, 56, 9, 101–107, 146, 147, 155, 156 |                        | 1684            | 128519 DDB |
| Bild gesucht BW              |                              | Völzberger Straße 6 LageFlur: 17, Flurstück: 47/3 |                        | 1755            | 128517 DDB |
| Bild gesucht BW              |                              | Völzberger Straße 8 LageFlur: 17, Flurstück: 39/1 |                        | Um 1700         | 127947 DDB |
| Bild gesucht BW              | Hofanlage                    | Völzberger Straße 9 LageFlur: 17, Flurstück: 30 |                        | 18. Jahrhundert | 127948 DDB |
| Bild gesucht BW              | Hofanlage                    | Völzberger Straße 14 LageFlur: 17, Flurstück: 18/3 |                        | 19. Jahrhundert | 128518 DDB |
| Bild gesucht BW              | Hofanlage                    | Völzberger Straße 17 LageFlur: 17, Flurstück: 24 |                        | 19. Jahrhundert | 127949 DDB |

### Mauswinkel
| Bild            | Bezeichnung      | Lage                                                                              | Beschreibung | Bauzeit  | Objekt-Nr. |
| --------------- | ---------------- | --------------------------------------------------------------------------------- | ------------ | -------- | ---------- |
| Bild gesucht BW | Hofgut Entenfang | Entenfang 1/3 (An der K 918 nach Fischborn) LageFlur: 8, Flurstück: 1/2, 1/3, 2/4 |              | Vor 1588 | 128521 DDB |
| Bild gesucht BW | Kriegerdenkmal   | Höhenstraße LageFlur: 9, Flurstück: 1/2                                           |              | 1920er   | 128520 DDB |

### Oberreichenbach
| Bild                        | Bezeichnung                 | Lage                                                                                                  | Beschreibung                | Bauzeit         | Objekt-Nr. |
| --------------------------- | --------------------------- | --- | --------------------------- | --------------- | ---------- |
| Gesamtanlage Alter Ortskern | Gesamtanlage Alter Ortskern | Am Mühlbach, Borngasse, Erlenweg, Fischborner Straße, Steinröther Weg, Bachlauf des Reichenbachs Lage |                             |                 | 128522 DDB |
| Bild gesucht BW             |                             | Am Mühlbach 1, Reichenbach LageFlur: 3, Flurstück: 15/2, 95/4                                         | Fachwerkscheune             |                 | 127797 DDB |
| Bild gesucht BW             | Ehemalige Mühle             | Fischborner Straße 4 LageFlur: 3, Flurstück: 19/1                                                     |                             | Vor 1699        | 127799 DDB |
| Bild gesucht BW             | Ehemalige Schule            | Fischborner Straße 7 LageFlur: 3, Flurstück: 49/3                                                     | heute Dorfgemeinschaftshaus | 19. Jahrhundert | 127800 DDB |
| Bild gesucht BW             | Hofanlage                   | Steinröther Weg 1 LageFlur: 2, Flurstück: 6/1                                                         |                             | 19. Jahrhundert | 127798 DDB |

### Obersotzbach
| Bild            | Bezeichnung                 | Lage                                                          | Beschreibung | Bauzeit             | Objekt-Nr. |
| --------------- | --------------------------- | ------------------------------------------------------------- | ------------ | ------------------- | ---------- |
| Bild gesucht BW | Gesamtanlage Alter Ortskern | Bachlauf des Sotzbachs, Schnurgasse, Waldschulstraße Lage     |              |                     | 128523 DDB |
| Bild gesucht BW | Wasserwerk Obersotzbach     | Am Maiküppel (Außerhalb Ortslage) LageFlur: 10, Flurstück: 38 |              | 1949                | 128530 DDB |
| Bild gesucht BW | Hofanlage                   | Bad Sodener Straße 23 LageFlur: 14, Flurstück: 264/1          |              | 18./19. Jahrhundert | 128524 DDB |
| Bild gesucht BW |                             | Forsthausstraße 6 LageFlur: 14, Flurstück: 56                 |              | Um 1910             | 128525 DDB |
| Bild gesucht BW |                             | Hippegasse 3 LageFlur: 14, Flurstück: 5/1                     |              |                     | 127950 DDB |
| Bild gesucht BW |                             | Schnurgasse 8 LageFlur: 13, Flurstück: 238/2                  |              | Um 1800             | 128526 DDB |
| Bild gesucht BW |                             | Schnurgasse 10 LageFlur: 13, Flurstück: 239                   |              | 19. Jahrhundert     | 128527 DDB |
| Bild gesucht BW | Kriegerdenkmal              | Waldschulstraße LageFlur: 11, Flurstück: 17/4                 |              | 1920er              | 128529 DDB |
| Bild gesucht BW | Hausname „Lufte“            | Waldschulstraße 28 LageFlur: 13, Flurstück: 96/1              |              | 1786                | 128528 DDB |
| Bild gesucht BW | Ehemalige Schule            | Waldschulstraße 30 LageFlur: 13, Flurstück: 98/4              |              | 1909                | 127951 DDB |

### Unterreichenbach
| Bild            | Bezeichnung                                                      | Lage | Beschreibung                   | Bauzeit         | Objekt-Nr. |
| --------------- | ---------------------------------------------------------------- | --- | ------------------------------ | --------------- | ---------- |
| Bild gesucht BW | Gesamtanlage Alter Ortskern                                      | Bachstraße, Georg-Spohr-Straße, Hauptstraße, Kirchstraße, Lindenstraße, Neue Straße, Sotzbacher Straße Lage |                                |                 | 128531 DDB |
| Bild gesucht BW | Sachgesamtheit Gerichtsstätte, Kriegerdenkmal und Friedhofsmauer | Am Marktplatz (An der K 877) LageFlur: 1, Flurstück: 69/1, 69/2                                             |                                |                 | 127959 DDB |
| Bild gesucht BW | Wasserwerk Unterreichenbach                                      | Am Oberreichenbacher Weg (Lindenstraße) LageFlur: 3, Flurstück: 143                                         | Wasserhochbehälter             | 1900er          | 128534 DDB |
| Bild gesucht BW | Grenzstein                                                       | Fremeswiesen (gegenüber Bachstraße 16) LageFlur: 1, Flurstück: 112                                          | translozierter Zweimärkerstein | 1723            | 128532 DDB |
| Bild gesucht BW |                                                                  | Hauptstraße 18 LageFlur: 1, Flurstück: 93/1                                                                 |                                | 19. Jahrhundert | 127952 DDB |
| Bild gesucht BW | Streckhof                                                        | Hauptstraße 20 LageFlur: 1, Flurstück: 92/1                                                                 |                                | 19. Jahrhundert | 127961 DDB |
| Bild gesucht BW | Pfarrhaus                                                        | Kirchstraße 3 LageFlur: 1, Flurstück: 13                                                                    |                                | 1722            | 127954 DDB |
| Bild gesucht BW | Ehemaliges Stadttor                                              | Lindenstraße, Lindenstraße 12 LageFlur: 1, Flurstück: 66/1, 71/1                                            |                                |                 | 127955 DDB |
| Bild gesucht BW | Ehemalige Schule                                                 | Lindenstraße 1 LageFlur: 1, Flurstück: 10/1                                                                 |                                | 1878/79         | 127956 DDB |
| Bild gesucht BW | Ehemaliges Rat- oder Gerichtshaus                                | Lindenstraße 3 LageFlur: 1, Flurstück: 9                                                                    |                                | 1728            | 127957 DDB |
| Bild gesucht BW |                                                                  | Lindenstraße 4 LageFlur: 1, Flurstück: 6/2                                                                  |                                | 19. Jahrhundert | 127958 DDB |
| weitere Bilder  | „Vogelsberger Dom“                                               | Lindenstraße 5 LageFlur: 1, Flurstück: 1/1                                                                  |                                | 1750            | 127953 DDB |
| Bild gesucht BW |                                                                  | Neue Straße 4 LageFlur: 1, Flurstück: 25                                                                    |                                | Um 1800         | 127960 DDB |
| Bild gesucht BW | Ehemalige Schmiede                                               | Neue Straße 7 LageFlur: 1, Flurstück: 31                                                                    |                                | 1886            | 128533 DDB |

### Untersotzbach
| Bild                        | Bezeichnung                            | Lage                                                                        | Beschreibung        | Bauzeit         | Objekt-Nr. |
| --------------------------- | -------------------------------------- | --------------------------------------------------------------------------- | ------------------- | --------------- | ---------- |
| Gesamtanlage Alter Ortskern | Gesamtanlage Alter Ortskern            | Bachlauf des Sotzbachs, In der Ecke, Sotzbacher Kirchstraße Lage            |                     |                 | 128535 DDB |
| Bild gesucht BW             | Friedhofsmauer                         | Auf der Klingelgasse (Außerhalb der Ortslage) LageFlur: 15, Flurstück: 39/1 |                     |                 | 128012 DDB |
| Bild gesucht BW             |                                        | Breuelweg 2 LageFlur: 4, Flurstück: 24                                      |                     | 19. Jahrhundert | 128536 DDB |
| Bild gesucht BW             |                                        | Fuldaer Straße 4 LageFlur: 4, Flurstück: 28/1                               |                     | Um 1700         | 128537 DDB |
| Bild gesucht BW             |                                        | Fuldaer Straße 10 LageFlur: 4, Flurstück: 57/1                              |                     | 1883            | 128538 DDB |
| Bild gesucht BW             |                                        | In der Ecke 5 LageFlur: 5, Flurstück: 10                                    |                     | 19. Jahrhundert | 128014 DDB |
| Bild gesucht BW             | Ehemalige Schule und Pfarrhaus         | In der Ecke 7 LageFlur: 5, Flurstück: 6                                     |                     | 1885            | 128015 DDB |
| Bild gesucht BW             | Ehemalige Gerichtsstätte und Bildstock | Kleine Lindenacker (L 3196) LageFlur: 1, Flurstück: 10                      |                     |                 | 128013 DDB |
| Bild gesucht BW             |                                        | Langgasse 1 LageFlur: 4, Flurstück: 25/2                                    |                     | 19. Jahrhundert | 128539 DDB |
| Bild gesucht BW             | „Kresswiesenhof“                       | Langgasse 2 LageFlur: 3, Flurstück: 22/2                                    |                     | 1696            | 128016 DDB |
| Bild gesucht BW             | Hofanlage                              | Langgasse 22 LageFlur: 3, Flurstück: 50/1                                   |                     | 19. Jahrhundert | 128017 DDB |
| Bild gesucht BW             | Wasserwerk Untersotzbach               | Pfingstweide (An der L 3196) LageFlur: 9, Flurstück: 1                      | Brunnenhaus         | 1955            | 128541 DDB |
| Bild gesucht BW             | Evangelische Kirche, ehem. St. Rochus  | Sotzbacher Kirchstraße o. Nr. LageFlur: 5, Flurstück: 12/2, 13              |                     | 1488            | 128018 DDB |
| Bild gesucht BW             | Trafostation                           | Sotzbacher Kirchstraße o. Nr. LageFlur: 5, Flurstück: 87                    | Transformatorenturm | Um 1921         | 128540 DDB |

### Völzberg
| Bild                               | Bezeichnung                        | Lage | Beschreibung                         | Bauzeit             | Objekt-Nr. |
| ---------------------------------- | ---------------------------------- | --- | ------------------------------------ | ------------------- | ---------- |
| Bild gesucht BW                    | Gesamtanlage Alter Ortskern        | Am Erlenborn, Hartmannshainer Weg, Mittelstraße, Salzbachstraße, Zum Ahl, Bachlauf des Salzbaches und des Mühlgrabens mit den dazwischen liegenden Wiesenstücken Lage |                                      |                     | 128542 DDB |
| Bild gesucht BW                    | Ehemalige Obere Mühle              | Hartmannshainer Weg 2 LageFlur: 1, Flurstück: 59/3 |                                      | Nach 1666           | 128543 DDB |
| weitere Bilder                     | Backhaus                           | Im Dorf (bei Am Erlenborn/Ecke Salzbachstraße) LageFlur: 5, Flurstück: 17                                                                                             |                                      | 19. Jahrhundert     | 128019 DDB |
| Bild gesucht BW                    | Hofanlage                          | Mittelstraße 3 LageFlur: 5, Flurstück: 47/2 |                                      | 19. Jahrhundert     | 128544 DDB |
| Bild gesucht BW                    | Hofanlage                          | Mittelstraße 5 LageFlur: 5, Flurstück: 28/2 | Teil der Gesamtanlage Alter Ortskern | vor 19. Jahrhundert | 915482     |
| Ehemalige Schule und Feuerwehrhaus | Ehemalige Schule und Feuerwehrhaus | Mittelstraße 7 LageFlur: 5, Flurstück: 27/2 |                                      | 1813                | 128020 DDB |
| Wohnhaus und Scheune der Hofanlage | Wohnhaus und Scheune der Hofanlage | Salzbachstraße 1 LageFlur: 5, Flurstück: 19, 21/1 |                                      | 18. Jahrhundert     | 128022 DDB |
| Bild gesucht BW                    | Hofanlage                          | Salzbachstraße 4 LageFlur: 5, Flurstück: 31/1 |                                      | 18./19. Jahrhundert | 128021 DDB |
| Bild gesucht BW                    | Hofanlage                          | Zum Ahl 2/1 LageFlur: 3, 5, Flurstück: 92, 45/2, 46/1 |                                      | 19. Jahrhundert     | 128545 DDB |
| Bild gesucht BW                    | Ehemalige Untere Mühle             | Zum Ahl 5 LageFlur: 5, Flurstück: 42 |                                      | 1672                | 128546 DDB |
| Bild gesucht BW                    | Hofanlage                          | Zum Ahl 7 LageFlur: 5, Flurstück: 44 |                                      |                     | 128547 DDB |

### Wettges
| Bild             | Bezeichnung      | Lage                                       | Beschreibung | Bauzeit         | Objekt-Nr. |
| ---------------- | ---------------- | ------------------------------------------ | ------------ | --------------- | ---------- |
| Ehemalige Schule | Ehemalige Schule | Dorfstraße 13 LageFlur: 4, Flurstück: 19/2 |              |                 | 128024 DDB |
| Streckhof        | Streckhof        | Dorfstraße 19 LageFlur: 4, Flurstück: 29/1 |              | 18. Jahrhundert | 128549 DDB |

### Wüstwillenroth
| Bild            | Bezeichnung                | Lage                                                                  | Beschreibung                | Bauzeit         | Objekt-Nr. |
| --------------- | -------------------------- | --------------------------------------------------------------------- | --------------------------- | --------------- | ---------- |
| Bild gesucht BW | Streckhof                  | Birsteiner Straße 17 LageFlur: 5, Flurstück: 9/1                      |                             | 19. Jahrhundert | 128551 DDB |
| Bild gesucht BW |                            | Hohlstraße 2, Hohlstraße LageFlur: 6, Flurstück: 47/1, 47/2           |                             | 18. Jahrhundert | 128025 DDB |
| Bild gesucht BW | Kriegerdenkmal am Sotzbach | Im Dorf, Birsteiner Straße LageFlur: 5, 6, Flurstück: 2/1, 45/1, 84/2 |                             | 1921            | 128550 DDB |
| Bild gesucht BW | Schule                     | Oberstraße 7 LageFlur: 6, Flurstück: 24/3                             | heute Dorfgemeinschaftshaus | 1885            | 128552 DDB |
| Bild gesucht BW | Hofanlage                  | Wettgeser Straße 4 LageFlur: 5, Flurstück: 30/3                       |                             | 19. Jahrhundert | 128026 DDB |

## Abgegangene Kulturdenkmäler
| Bild            | Bezeichnung | Lage                                               | Beschreibung    | Bauzeit         | Objekt-Nr. |
| --------------- | ----------- | -------------------------------------------------- | --------------- | --------------- | ---------- |
| Bild gesucht BW |             | Wettges, Dorfstraße 8 LageFlur: 4, Flurstück: 57/1 | 2011 abgerissen | 19. Jahrhundert |            |